# NGC 3759
NGC 3759 је спирална галаксија у сазвежђу Велики медвед која се налази на NGC листи објеката дубоког неба.
Деклинација објекта је + 54° 49' 23" а ректасцензија 11h 36m 53,8s. Привидна величина (магнитуда) објекта NGC 3759 износи 13,2 а фотографска магнитуда 14,2. Налази се на удаљености од 40,855 милиона парсека од Сунца. NGC 3759 је још познат и под ознакама UGC 6581, MCG 9-19-136, CGCG 268-64, PGC 35945.